# Mehdi Bayat
 (novembre 2017).
Si vous disposez d'ouvrages ou d'articles de référence ou si vous connaissez des sites web de qualité traitant du thème abordé ici, merci de compléter l'article en donnant les références utiles à sa vérifiabilité et en les liant à la section « Notes et références ».
Pour les articles homonymes, voir Bayat (homonymie).
Mehdi Bayat est un homme d'affaires franco-iranien né le 6 janvier 1979 à Téhéran (Iran). Depuis septembre 2012, il est administrateur-délégué du Sporting de Charleroi et il devient membre du conseil d'administration de la Pro League en 2016. Le 22 juin 2019, il devient le nouveau président de la RBFA, qu'il quitte le 28 mai 2021.

## Biographie

### Une enfance dans le Sud de la France
C’est dans la région de Cannes que Mehdi Bayat va passer son enfance et son adolescence. Alors que ses parents effectuent régulièrement des séjours vers l’Iran, il décide de s’installer dans le Sud de la France. Jeune adolescent, il est pris sous la coupe de son grand frère Mogi, de 5 ans son aîné.
Mehdi Bayat y fera sa scolarité où il décroche son diplôme à l’École de commerce de Nice (HEC). Au début des années 2000, à l’âge de 21 ans, il repart 1 an en Iran.
À son retour en France, Mehdi Bayat travaille d’abord avec son frère sur Paris au sein de l’entreprise de leur oncle Abbas, avant de diriger une entreprise de communication dans le Sud de la France.

### L’arrivée au Sporting de Charleroi

#### Directeur Commercial du club

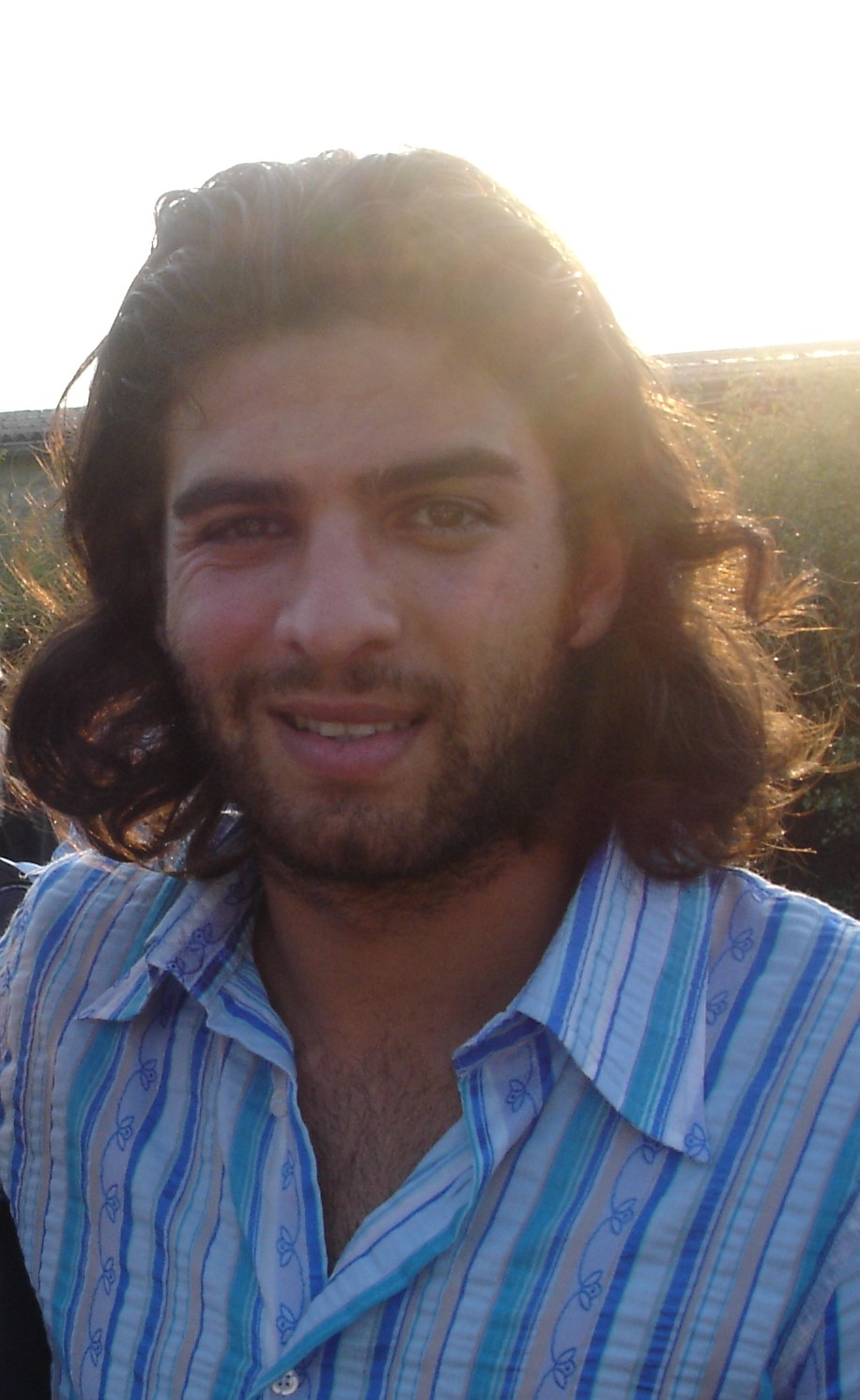
Mehdi Bayat en 2005.

Lorsque son oncle Abbas Bayat reprend le Sporting de Charleroi et en devient l’actionnaire majoritaire, Mehdi Bayat répond à la demande de son frère et rejoint le club. En 2003, il devient ainsi le directeur commercial.

#### Directeur Général du club
Lors de la saison 2010–2011, le Président Abbas Bayat licencie Mogi Bayat, lui reprochant un mercato estival désastreux et l'engagement de l'entraîneur Jacky Mathijssen. Par conséquent, Mehdi Bayat reprend la fonction de son frère et devient le nouveau directeur général du club.
Deux ans plus tard, son oncle décide de revendre le club. 

#### Rachat et Administrateur-délégué du club
En compagnie de son ami Fabien Debecq,,,, alors déjà partenaire du Sporting avec son entreprise QNT, Mehdi Bayat se porte candidat pour la reprise du club. Une reprise qui sera finalement officialisée en septembre 2012. Mehdi Bayat devient alors l’Administrateur-délégué de la S.A. Sporting du Pays de Charleroi (tout en détenant 5% des parts du club).
En l’espace de 5 ans (2012–2017), le Sporting de Charleroi est passé d’un club qui luttait pour son maintien en D1 ou pour le milieu classement, à une formation du haut de tableau, en compétition chaque année pour les premières places au classement, synonymes de participation aux play-offs 1.
Le 7 avril 2022, il est annoncé dans la presse que Mehdi Bayat a racheté les parts de Fabien Debecq depuis mars 2021 et, par conséquent, est depuis le nouvel actionnaire majoritaire du club.

### Des responsabilités dans le monde du football belge
En 2015, Mehdi Bayat est élu au Comité Exécutif de l’URBSFA (Union belge de football), dont il intègre le conseil d’administration deux ans plus tard. La même année (2017), il est nommé vice-président de la Commission Technique, chargé des Diables Rouges. 
A côté de l’URBSFA, c’est à la Pro League qu’il fait également valoir les intérêts du football professionnel en général et du Sporting en particulier. Au sein de l’instance qui chapeaute et représente les 24 clubs professionnels en Belgique, Mehdi Bayat est membre du conseil d’administration,. 

#### Président de l'URBSFA
En 2019, et malgré l'arrestation de son frère neuf mois plus tôt dans l'affaire du Footbelgate, il est élu président de l'URBSFA,.
Le 28 mai 2021, Mehdi Bayat décide de quitter la présidence de la RBFA afin de se reconcentrer sur sa fonction première de dirigeant du Sporting de Charleroi.

## Vie privée
Marié, Mehdi Bayat a deux enfants.